# Втрати 22-ї окремої бригади спеціального призначення (РФ)
У статті наведено подробиці втрат 22-ї бригади спеціального призначення Збройних сил РФ у різних військових конфліктах.

## Друга чеченська війна
| п/п | Прізвище, ім'я, по-батькові                                                  | Звання            | Дата народження | Дата смерті | Місце смерті            |
| --- | ---------------------------------------------------------------------------- | ----------------- | --------------- | ----------- | ----------------------- |
| 1.  | Матвієнко В'ячеслав Володимирович (рос. Матвиенко Вячеслав Владимирович)     | старший лейтенант | 09.01.1973      | 09.09.1999  | Дагестан                |
| 2.  | Макартичьянц Рафаель Мінасович (рос. Макартычьянц Рафаэль Минасович)         | рядовий           |                 | 09.08.1999  | Дагестан, Ботліх        |
| 3.  | Твердохлєбов Віталій Олександрович (рос. Твердохдебов Виталий Александрович) | майор             | 23.01.1978      | 27.04.2007  | Чечня, Шатойський район |
| 4.  | Остроушко Андрій Володимирович (рос. Остроушко Андрей Владимирович)          | лейтенант         | 16.04.1977      | 27.04.2007  | Чечня, Шатойський район |
| 5.  | Маскаєв Ілля Володимирович (рос. Маскаев Илья Владимирович)                  | підполковник      | 16.09.1971      | 27.04.2007  | Чечня, Шатойський район |
| 6.  | Яровий Олександр Анатолійович (рос. Яровий Олександр Анатолійович)           | прапорщик         | 13.09.1981      | 27.04.2007  | Чечня, Шатойський район |
| 7.  | Черьопнін Анатолій Анатолійович (рос. Черёпнин Анатолий Анатольевич)         | сержант           | 02.03.1983      | 27.04.2007  | Чечня, Шатойський район |

## Російсько-грузинська війна
| п/п | Прізвище, ім'я, по-батькові                                 | Звання  | Дата народження | Дата смерті | Місце смерті |
| --- | ----------------------------------------------------------- | ------- | --------------- | ----------- | ------------ |
| 1.  | Парфьонов Євгеній Петрович (рос. Парфёнов Евгений Петрович) | рядовий |                 | 08.08.2008  | Цхінвалі     |

## Російсько-українська війна
| п/п | Прізвище, ім'я, по-батькові                                             | Звання            | Дата народження | Дата смерті   | Місце смерті   |
| --- | ----------------------------------------------------------------------- | ----------------- | --------------- | ------------- | -------------- |
| 1.  | Курманлієв Віктор Олександрович (рос. Курманлиев Виктор Александрович)  |                   |                 | 22.08.2014    |                |
| 2.  | Іванов Хонгр Миколайович (рос. Иванов Хонгр Николаевич)                 | сержант           |                 | 08.03.2022    | Маріуполь      |
| 3.  | Журавльов Борис Борисович (рос. Журавлев Борис Борисович)               | старшина          |                 | 08.03.2022    | Маріуполь      |
| 4.  | Коргонь Сергій Петрович (рос. Коргонь Сергей Петрович)                  | старшина          |                 | 08.03.2022    | Маріуполь      |
| 5.  | Скрібцов Данило (рос. Скрибцов Данил)                                   | рядовий           | 1999            | 08.03.2022    | Маріуполь      |
| 6.  | Луговий Євген (рос. Луговой Евгений)                                    | капітан           |                 | 08.03.2022    | Маріуполь      |
| 7.  | Глущак Олексій Борисович (рос. Глущак Алексей)                          | капітан           | 28.04.1990      | 08.03.2022    | Маріуполь      |
| 8.  | Медведєв Сергій Олегович (рос. Медведев Сергей Олегович)                | сержант           |                 | 08.03.2022    |                |
| 9.  | Ганноченко Владислав Віталійович (рос. Ганноченко Владислав Витальевич) | молодший сержант  | 10.12.1997      | 08.03.2022    |                |
| 10. | Іркалієв Ануар Канатович (рос. Иркалиев Ануар Канатович)                | сержант           |                 | 08.03.2022    |                |
| 11. | Фісенко Михайло (рос. Фисенко Михаил)                                   | єфрейтор          |                 | 14.03.2022    |                |
| 12. | Воленко Дмитро Сергійович (рос. Воленко Дмитрий Сергеевич)              |                   | 03.11.1990      | 14.03.2022    | Маріуполь      |
| 13. | Євсєєнко Денис Олександрович (рос. Евсеенко Денис Александрович)        | майор             |                 | 14.03.2022    | Мелітополь     |
| 14. | Ромашенко Олександр Олегович (рос. Ромашенко Александр Олегович)        | рядовий           | 1989            | 14.03.2022    | Маріуполь      |
| 15. | Вишняков Сергій (рос. Вишняков Сергей)                                  | капітан           | 1980            | 15.03.2022    | Маріуполь      |
| 16. | Наумов Микола Сергійович (рос. Наумов Николай Сергеевич)                | прапорщик         |                 | 21.03.2022    |                |
| 17. | Асланов Ямудін Ісабегович (рос. Асланов Ямудин Исабегович)              | єфрейтор          |                 | 21.04.2022    |                |
| 18. | Жигулєв Сергій Олегович (рос. Жигулев Сергей Олегович)                  |                   |                 | 05.05.2022    |                |
| 19. | Кислинський Олександр Андрійович (рос. Кислинский Александр Андреевич)  |                   | 08.05.1988      | 19.05.2022    | Піски          |
| 20. | Бойко Сергій (рос. Бойко Сергей)                                        | старший прапорщик |                 | до 27.05.2022 |                |
| 21. | Поздняков Сергій (рос. Поздняков Сергей)                                | старший прапорщик |                 | до 28.05.2022 |                |
| 22. | Гринєв Андрій Олександрович (рос. Гринев Андрей Александрович)          | єфрейтор          | ?.04.1994       | 17.06.2022    |                |
| 23. | Каштанов Григорій Євгенович (рос. Каштанов Григорий Евгеньевич)         | прапорщик         | 22.01.1997      | 30.09.2022    |                |
| 24. | Петросян Левон Галустович (рос. Петросян Левон Галустович)              | молодший сержант  | 11.05.1994      | 16.10.2022    |                |
| 25. | Курьянов Віктор Костянтинович (рос. Курьянов Виктор Константинович)     | єфрейтор          | 03.07.1999      | 11.02.2023    |                |
| 26. | Токарєв Дмитро В'ячеславович (рос. Токарев Дмитрий Вячеславович)        | єфрейтор          | 06.09.1978      | 19.05.2023    |                |
| 28. | Худайнатов Фархад Чарімович (рос. Худайнатов Фархад Чаримович)          | прапорщик         | 26.10.1985      | 29.09.2023    | Новопрокопівка |